# 板岩站
板岩站（：／ Panam yeok */?）副站名大田大學，是大田地鐵1號線的起點車站，位於韓國大田廣域市東區板岩洞。

## 車站結構
站體為2面3線雙島式月台的地下車站，候車月台設有月台幕門，並有4處出口。

### 月台配置
| 起終點站    |
| 下 \| 上 \| |
| ↓ 新興      |

| 月台 | 路線               | 目的地                         |
| ---- | ------------------ | ------------------------------ |
| 上行 | ●大田都市铁道1号线 | 此站終着                       |
| 中線 | ●大田都市铁道1号线 | 大田、市廳、儒城溫泉、盤石方向 |
| 下行 | ●大田都市铁道1号线 | 大田、市廳、儒城溫泉、盤石方向 |

## 歷史
- 2006年3月16日：落成啟用。

## 車站周邊
- 大田大學（朝鲜语：대전대학교）
- 東區廳
- 東新中學
- 板岩初等學校
- 大岩初等學校
- 加午初等學校、中學、高校
- Home plus（朝鲜语：홈플러스）大田加午店
- 大田加午CGV
- 龍雲國際游泳場

## 相鄰車站
大田廣域市都市鐵道公社
●大田都市铁道1号线
板岩（101）－新興（102）